# I. e. 161
Évszázadok: i. e. 3. század – i. e. 2. század – i. e. 1. század
Évtizedek: i. e. 210-es évek – i. e. 200-as évek – i. e. 190-es évek – i. e. 180-as évek – i. e. 170-es évek – i. e. 160-as évek – i. e. 150-es évek – i. e. 140-es évek – i. e. 130-as évek – i. e. 120-as évek – i. e. 110-es évek
Évek: i. e. 166 – i. e. 165 – i. e. 164 – i. e. 163 –  i. e. 162 – i. e. 161 – i. e. 160 – i. e. 159 – i. e. 158 – i. e. 157 – i. e. 156

## Események

### Hellenisztikus birodalmak
- Média fellázadt kormányzója, Timarkhosz nem ismeri el I. Démétriosz szeleukida király erőszakos uralomszerzését és kikiáltja független királyságát.
- Júdeában a békekötés után hatalmi harc kezdődik a makkabeusok és a hellenisztikus párt között; utóbbiak befolyása jelentősen meggyengült a szeleukidák visszavonulását követően.
- Lemondatják és kivégzik a hellenisztikus párthoz tartozó jeruzsálemi főpapot, Menelaoszt. Utóda a mérsékelt hellenisztikus Alkimosz, de miután kivégeztet hatvan, vele ellenséges zsidót, Júdás Makkabeus ellene fordul. Alkimosz Damaszkuszba menekül és I. Démétriosz királytól kér segítséget.
- Démétriosz Nikanórt nevezi ki Júdea helytartójává, de a makkabeusok az adaszai csatában legyőzik a szeleukida sereget és megölik Nikanórt.
- A római szenátus szövetséget köt Júdás Makkabeussal és felszólítja I. Démétrioszt a zsidók elleni háború beszüntetésére.
- VIII. Ptolemaiosz kürenaikai király és volt egyiptomi fáraó Ciprust is követeli korábbi társuralkodójától, VI. Ptolemaiosztól. Rómától is segítséget kér, de amikor Ciprus elfoglalására tett kísérlete kudarcot vall, a római szenátus is visszavonja támogatását.

### Róma
- Marcus Valerius Messallát és Caius Fannius Strabót választják consulnak.
- Bemutatják Terentius Eunuchus és Phormio c. komédiáit.
- Marcus Pomponius praetor javaslatára a szenátus megtiltja hogy görög filozófusok és rétorok éljenek Rómában.

## Születések
- II. Démétriosz, szeleukida király

## Halálozások
- Nikanór, szeleukida hadvezér

## Fordítás
- Ez a szócikk részben vagy egészben  a(z)   161 BC című angol Wikipédia-szócikk ezen változatának fordításán alapul.  Az eredeti cikk szerkesztőit annak laptörténete sorolja fel. Ez a jelzés csupán a megfogalmazás eredetét és a szerzői jogokat jelzi, nem szolgál a cikkben szereplő információk forrásmegjelöléseként.